# Qatarese rial
De rial is de munteenheid van Qatar. Eén rial is honderd dirham.
De volgende munten worden gebruikt: 25 en 50 dirham. Het papiergeld is beschikbaar in 1, 5, 10, 50, 100 en 500 rial.
De rial is in een verhouding van 1:3,64 aan de Amerikaanse dollar gekoppeld sinds 1980.